# 統御魔戒

彼得·傑克遜執導的電影《魔戒首部曲：魔戒現身》裡的統御魔戒持有者，由上至下分別是精靈、矮人及人類。

統御魔戒（Rings of Power）是托爾金（J. R. R. Tolkien）奇幻小說中土大陸的虛構人工製品，又名力量之戒。
共有20枚戒指，其中矮人七戒、人类九戒是埃瑞吉安的精灵领主“凱勒布理鵬”与“安纳塔”（Annata)——即索倫（Sauron），合力制造。而精灵三戒——气之戒能雅，水之戒南雅，火之戒维亚是凱勒布理鵬根据索倫的知识独自制造。尔后，索倫又暗自在魔多的末日火山铸造了统御之戒，即魔戒。
当索倫戴上魔戒时，精灵察觉到索倫的阴谋。他们将三戒隐藏起来，而索倫也察觉到这一点。随后，索倫发动战争，进攻埃瑞吉安，俘获了凱勒布理鵬。
在严刑拷打下，凱勒布理鵬交出了人类九戒和矮人七戒，但对于精灵三戒的下落闭口不提。愤怒的索倫杀死了凱勒布理鵬，并将他悬挂与军旗上。
根据资料，有为数众多的小魔戒被铸造，这些魔戒的力量未知，但远不及大魔戒。这些小魔戒“简单而毫无装饰”，金屬表面並沒有任何标志或装饰物。与之鲜明对照的是除了至魔戒外的統御魔戒都鑲有一顆寶石，而至尊魔戒的表面則是純金的，沒有寶石，這原本是一只次要的戒指，但是，至尊魔戒被烙上了兩行“黑暗语”（Black Speech）寫成的腾格瓦文字（Tengwar），那些如火的文字出現在戒指的內外：
Ash nazg durbatulûk, ash nazg gimbatul,
ash nazg thrakatulûk, agh burzum-ishi krimpatul.
天下精靈鑄三戒，
地底矮人得七戒，
壽定凡人持九戒，
魔多妖境暗影伏，
闇王坐擁至尊戒。
至尊戒，馭眾戒；
至尊戒，尋眾戒，
魔戒至尊引眾戒，
禁錮眾戒黑暗中，
魔多妖境暗影伏。

## 統御魔戒的鑄造
根據《魔戒》的附錄二，鑄造統御魔戒的時間大約是第二紀元1500年，位於由費諾（Fëanor）之孫凱勒布理鵬（Celebrimbor）及索倫領導的伊瑞詹。凱勒布理鵬運用從索倫獲得的知識獨力於第二紀元1590年鑄造成三戒。至尊魔戒則於約第二紀元1600年在末日火山由索倫鑄成。索倫以至尊魔戒來統馭其他統御魔戒，他將身上大部分的力量都注入至尊魔戒。當索倫戴上至尊魔戒時，精靈們就發現他的陰謀，得知他們再戴著戒指就會被控制，於是他們在恐懼和憤怒之下，旋即脫下手上的統御魔戒。
索倫發現精靈並沒有上當，憤怒之下發兵攻打精靈。九十年後，索倫征服伊瑞詹，準備大肆入侵伊利雅德（Eriador），凱勒布理鵬也被擒獲，索倫以嚴刑逼問出人類九戒及矮人七戒的下落，但凱勒布理鵬卻極力掩飾了精靈三戒的事情，直至逝世。人類九戒及矮人七戒落入索倫手中，只有精靈三戒未為索倫所獲，其中氣之戒維雅（Vilya）、火之戒納亞（Narya）由吉爾加拉德（Gil-galad）保管，水之戒南雅（Nenya）則在凱蘭崔爾（Galadriel）處。《魔戒》有述當吉爾加拉德從凱勒布理鵬接過火之戒納亞時，曾交給瑟丹（Círdan），但在《未完成的故事》則說這發生在第二紀元3430年。吉爾加拉德在去世前將氣之戒維雅交給愛隆（Elrond）。
戰後，索倫將矮人七戒及人類九戒分別交給矮人及人類的首領，都靈三世（Durin III）則直接由凱勒布理鵬那裡接收統御魔戒。剩餘的矮人七戒則被龍燒毀或重新落入索倫手中。索恩二世（Thráin II）那只矮人七戒是最後被索倫重獲的，索倫在鑄造至尊魔戒後的五千年後才在多爾哥多（Dol Guldur）重奪。

## 統御魔戒的力量
統御魔戒的作用和目的是緩慢衰敗（托爾金的信件第131號有述），這正是由於精靈希望保留美麗的事物。所有統御魔戒都能提高持有者的天然力量。
統御魔戒似乎可賦予能夠看到正常看不到事物的能力，例如山姆·詹吉（Samwise Gamgee）看不到凱蘭崔爾的戒指時，佛羅多·巴金斯（Frodo Baggins）卻看得到，又或佛羅多在佩戴至尊魔戒時可感應到精神世界。至尊魔戒的力量較其他統御魔戒更強，所以至尊魔戒並不劃入精靈三戒內。
至於統御魔戒的力量在鑄造時已存在還是索倫在獲得時注入則不明。在《魔戒及第三紀元》裡，索倫扭曲了人類九戒及矮人七戒，向人類九戒及矮人七戒落下咒語，使統御魔戒會背叛使用者。這咒語的受害者包括索爾（Thrór）及索恩（Thráin），他們被統御魔戒帶到致命的危險當中。
在一些未被使用的原稿裡，托爾金指出光之精靈（Calaquendi），如葛羅芬戴爾（Glorfindel）可調控統御魔戒的力量至最高，包括生理上或精神上。這就類似索倫在佩戴至尊魔戒時仍沒有隱身。

## 人類九戒
人類九戒令使用者可看見他們的精神世界，又可延長使用者的壽命，最終會令使用者成為鬼魂。甘道夫（Gandalf）曾暗指，所有其他的統御魔戒也對人類產生同樣的效果，但托爾金指這對精靈三戒來說並不正確的，而且也沒有人類佩戴矮人七戒的實例。
人類九戒分屬具野心的人類，他們最終成為戒靈。除了戒靈的首領安格馬巫王（Witch-king of Angmar）外，在《魔戒》裡並沒有特別提及。戒靈的副官在《未完成的故事》（Unfinished Tales）裡名為克哈穆爾（Khamûl），他原是黑種東方人。九位戒靈的其中三位原是第二紀元中努曼諾爾（Númenor）的君王。

## 矮人七戒
索倫將矮人七戒交給矮人首領，即七族矮人的首領，每位矮人首領都獲得統御魔戒。
托爾金寫道，矮人不能成為死靈，矮人因統御魔戒的力量而延長壽命。這成為索倫計劃的主要阻礙，但索倫透過統御魔戒也使矮人易怒和貪婪。
矮人利用統御魔戒去囤積他們的財富，他們似乎能用統御魔戒積聚財富。托爾金沒有透露統御魔戒如何積累財富，正如北歐神話裡的戒指德羅普尼爾（Draupnir）。值得注意的是，統御魔戒的大部分影響對矮人也無效，相信這可能是由於矮人頑強的個性使他們足以抵抗索倫的控制。在《魔戒》時段，矮人七戒的其中四戒被龍的火燄摧毀，其餘三戒已被索倫所獲。索倫從索恩二世（Thráin II）獲得最後一只矮人七戒，索恩二世在第三紀元2845年被索倫生擒及拷問。
佛羅多和山姆離開夏爾之前，索倫曾透過一不知名密使向矮人承諾歸還其中三只矮人七戒，但卻要殺害盜取至尊魔戒的賊人和取回至尊魔戒作為代價。索倫再三提出這個建議，但矮人卻堅決拒絕，因為矮人始終對索倫抱有戒心，也不想傷害比爾博，因此最終採納了愛隆的建議，拒絕了索倫的要求。葛羅音和金靂遂將這個消息帶到瑞文戴爾的愛隆會議裡。

## 精靈三戒
伊瑞詹（Eregion）精靈的精靈三戒是由凱勒布理鵬獨力鑄造，索倫從未接觸過精靈三戒。火之戒納亞鑲有紅寶石，瑟丹是首個火之戒納亞的持有者，甘道夫也佩戴過；水之戒南雅是以秘銀鑽石鑄造，持有者是凱蘭崔爾。氣之戒維雅是精靈三戒力量裡最強的戒指，以黃金打造，鑲有一顆藍石，首個持有者吉爾加拉德，其後是愛隆。他們秘密地持有精靈三戒，其中二只精靈三戒的下落一直不明，直至第三紀元末索倫覆亡後，在此前，佛羅多透過至尊魔戒感應到凱蘭崔爾持有的水之戒南雅。
精靈三戒與其他統御魔戒不同，精靈三戒並沒有賦予使用者隱形能力，也沒有受到除了至尊魔戒外的咒語。對於精靈三戒會否延長壽命、創造死靈、使持有者看到本應看不到東西及對精靈三戒著魔則所知不詳。當精靈三戒被佩戴時，戒指本身會隱形，只有少數人，如其他魔戒持有者才看得見。

## 至尊魔戒
索倫暗中以末日火山之燄鑄造至尊魔戒，至尊魔戒的力量可駕馭其他十九只統御魔戒，這使索倫可洞悉和控制其他統御魔戒持有者的思想及他們的活動，但是，由於精靈的警覺和矮人的頑抗，索倫並未完成對所有統御魔戒的支配，雖然如此，至尊魔戒已非常驚人，這是因為索倫將大部分力量都注入至尊魔戒，這亦導致後來索倫的敗亡。
至尊魔戒擁有所有人類九戒的力量，並能大大提升持有者的天賦能力，至尊魔戒也有控制和影響他人的基本能力，索倫賴此得以迅速腐化努曼諾爾人，佛羅多和山姆也因此變得強大，又曾幾次產生預感。至尊魔戒又可使持有者隱身，令有者可看見遠方的景物。至尊魔戒甚至可使山姆聽得懂半獸人的語言，使比爾博·巴金斯（Bilbo Baggins）聽得懂幽暗密林（Mirkwood）蜘蛛的語言，由此推斷，至尊魔戒持有者可理解其他生物的語言。
要通過時間磨練和多次運用才可利用至尊魔戒的支配能力來控制他人，多少至尊魔戒力量能夠被利用則取決於持有者的天賦能力，如佛羅多和咕嚕這些人絕不能以至尊魔戒支配其他統御魔戒持有者。至尊魔戒擁有某些意志，會根據持有者和時機來選擇附上或滑落持有人的手指上。至尊魔戒甚至可影響和腐化從未接觸過至尊魔戒的人，例如使史麥戈（Sméagol）殺害德戈（Déagol）。

## 統御魔戒的結局
在《魔戒三部曲：王者再臨》，至尊魔戒在末日火山被摧毀，即至尊魔戒被鑄造的地方，使索倫敗亡，瓦解他所作的一切。凱蘭崔爾在與佛羅多的談話裡曾提到，至尊魔戒被摧毀，其他在統御魔戒殘留的力量也會逐漸減弱、消失。
沒有被索倫染指的精靈三戒，即愛隆的氣之戒維雅、凱蘭崔爾的水之戒南雅及甘道夫的火之戒納亞，亦跟隨著它們的主人前往維林諾（Valinor）。
矮人七戒的其中四只被龍摧毀，索倫攫取了剩下的三只，索倫敗亡後，它們的下落不明，但似乎隨巴拉多（Barad-dûr）崩塌而消滅。
人類九戒一直戴在戒靈（Nazgûl）手上，直至索倫完全支配戒靈，戒靈已不須佩戴統御魔戒。人類九戒的命運似乎與剩餘的矮人七戒相同。

## 外部連結
- 統御魔戒 （页面存档备份，存于）
- 魔戒文庫-凱勒布理鵬及統御魔戒
- 魔戒問答 （页面存档备份，存于）